# Wrestedt
Wrestedt – miejscowość i gmina w Niemczech, w kraju związkowym Dolna Saksonia, w powiecie Uelzen, siedziba gminy zbiorowej Aue.
1 listopada 2011 do gminy przyłączono gminy Stadensen oraz Wieren, które stały się jej dzielnicami. Gmina zbiorowa Wrestedt w skład której obie wchodziły a Wrestedt było jej siedzibą została rozwiązana.